# Murder in My House
Murder in My House (br: Um Assassino em Minha Casa) é um filme de suspense canadense.

## Elenco
- Barbara Niven - Lauren Kessler
- Gary Hudson - Brian Ellis
- Lisa Zane - Roxanne
- Daniel J. Travanti - Stan Douglas
- Peter Michael Dillon - Detetive Bruning
- Katherine Dines-Craig - Marlee Hall
- Ellen Dubin - Claire